# Record du monde du 10 000 mètres
Pour un article plus général, voir Records du monde d'athlétisme.
Les records du monde du 10 000 mètres sont actuellement détenus par l'Ougandais Joshua Cheptegei avec le temps de 26 min 11 s 00, établi le 7 octobre 2020 à Valence en Espagne, et par la Kényane Beatrice Chebet, créditée du temps de 28 min 54 s 14 le 25 mai 2024 lors du meeting Prefontaine Classic à Eugene aux États-Unis.
Le premier record du monde du 10 000 m homologué par World Athletics est celui du Français Jean Bouin qui établit le temps de 30 min 58 s 8 le 16 novembre 1911 à Colombes. Le Finlandais Taisto Mäki est le premier athlète à descendre sous les 30 minutes (en 1939), le Tchèque Emil Zátopek sous les 29 minutes (en 1954), l'Australien Ron Clarke sous les 28 minutes (en 1965) et le Kényan Yobes Ondieki sous les 27 minutes (en 1993).
En 1981, la Soviétique Yelena Sipatova devient officiellement la première détentrice du record mondial féminin en 32 min 17 s 20, la Norvégienne Ingrid Kristiansen étant la première à couvrir la distance en moins de 31 minutes, la Chinoise Wang Junxia la première sous les 30 minutes et Beatrice Chebet la première sous les 29 minutes.
37 records du monde masculins et 11 records du monde féminins ont été homologués par l'IAAF.

## Record du monde masculin

### Taisto Mäki sous les 30 minutes

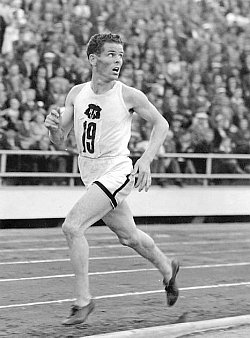
Taisto Mäki lors de son record du monde du 10000 m, le 17 septembre 1939 à Helsinki, où il devient le premier athlète à descendre sous les 30 minutes.

Le premier record du monde du 10 000 mètres homologué par l'IAAF est celui du Français Jean Bouin avec son temps de 30 min 58 s 8, établi le 16 novembre 1911 à Colombes. Le 22 juin 1921, le Finlandais Paavo Nurmi, qui détiendra au cours de sa carrière tous les records du monde sur les distances allant du 1 500 m au 20 000 m, améliore de près de dix-huit secondes celui de Jean Bouin en le portant à 30 min 40 s 2 à Stockholm. 
Le 25 mai 1924, son compatriote Ville Ritola abaisse de près de cinq secondes le record de Nurmi en réalisant le temps de 30 min 35 s 4 à Helsinki, avant de l'améliorer de près de douze secondes, le 6 juillet 1924 à Paris, en 30 min 23 s 2, à l'occasion de sa victoire aux Jeux olympiques de 1924. Paavo Nurmi réplique le 31 août 1924 à Kuopio en Finlande en améliorant de dix-sept secondes le temps de référence de Ville Ritola, parcourant la distance en 30 min 6 s 2.
Le record du monde de Paavo Nurmi sera inégalé pendant treize ans, avant que l'autre Finlandais Ilmari Salminen ne le porte à 30 min 5 s 6 le 18 juillet 1937 à Kouvola, suivi par son compatriote Taisto Mäki qui l'améliore de près de trois secondes en 30 min 2 s 0, le 29 septembre 1938 à Tampere. Également détenteur du record du monde du 5 000 m, Taisto Mäki améliore son propre record mondial du 10 000 m, le 17 septembre 1939 à Helsinki, en devenant le premier athlète à descendre sous les trente minutes avec le temps de 29 min 52 s 6.
Le 25 août 1944, toujours à Helsinki, son compatriote Viljo Heino abaisse de plus de dix-sept secondes le record du monde de Taisto Mäki en le portant à 29 min 35 s 4.

### Emil Zátopek et ses cinq records du monde

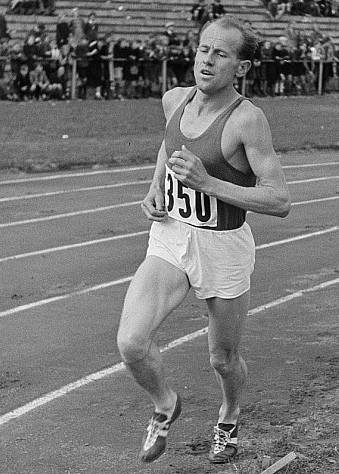
Emil Zátopek, détenteur du record du monde à cinq reprises et premier athlète sous les 29 minutes.

La fin des années 1940 est marquée par l'arrivée au premier plan du Tchécoslovaque Emil Zátopek, qui détiendra au cours de sa carrière de multiples records du monde dans les épreuves de course de fond, notamment ceux du 5 000 m et de l'Heure, établit cinq records du monde sur 10 000 m de 1949 à 1954. 
Le 11 juin 1949, à Ostrava, il améliore de près de sept secondes le temps de référence de Viljo Heino en coupant la ligne d'arrivée en 29 min 28 s 2, record que s'approprie de nouveau le Finlandais le 1er septembre 1949 en réalisant 29 min 27 s 2 à Kouvola en Finlande. Le 22 octobre 1949, Emil Zátopek retranche six secondes au record de Heino en établissant le temps de 29 min 21 s 2 à Ostrava, avant de l'améliorer de près de dix-neuf secondes le 4 août 1950 à Turku, en 29 min 2 s 6. Auteur d'un nouveau record mondial le 1er novembre 1953 à Stara Boleslav en 29 min 1 s 6, il devient le 1er juin 1954 à Watermael-Boitsfort le premier athlète à couvrir la distance en moins de vingt-neuf minutes en s'imposant dans le temps de 28 min 54 s 2.
Le 15 juin 1956, le Hongrois Sándor Iharos, qui détient depuis 1955 le record du monde du 5 000 m, améliore de plus de onze secondes celui du 10 000 m détenu par Emil Zátopek, en établissant le temps de 28 min 42 s 8 à Budapest. Le 11 septembre 1956 à Moscou, le Soviétique Volodymyr Kuts, quelques semaines avant son titre olympique obtenu aux Jeux de Melbourne, abaisse de près de douze secondes le record du monde de Sándor Iharos en le portant à 28 min 30 s 4.
Vainqueur du 10 000 m lors des Jeux olympiques de 1960, à Rome, le Soviétique Pyotr Bolotnikov devient le nouveau détenteur du record du monde, le 15 octobre 1960 à Kiev, en améliorant de près de douze secondes le temps de son compatriote Volodymyr Kuts, en 28 min 18 s 8. Le 11 août 1962, à Kiev, il retranche 6/10e de seconde à son propre record, en parcourant la distance en 28 min 18 s 8.

### Ron Clarke sous les vingt-huit minutes

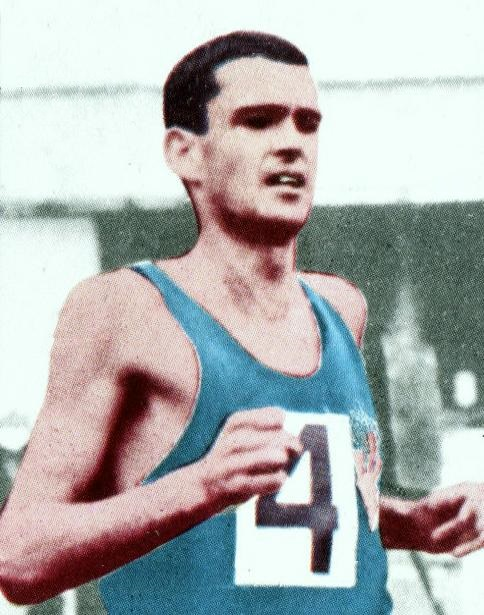
Ron Clarke, premier athlète à descendre sous les 28 minutes sur 10000 m.

Le 18 décembre 1963, l'Australien Ron Clarke améliore de plus de deux secondes le record du monde de Pyotr Bolotnikov, et de plus d'une minute son record personnel, en établissant le temps de 28 min 15 s 6 à Melbourne. Le 14 juillet 1965, lors des Bislett Games d'Oslo, Clarke devient le premier athlète à descendre sous les vingt-huit minutes sur 10 000 m en améliorant de près de trente-six secondes son propre record du monde en 27 min 39 s 4.
Le record du monde de Ron Clarke n'est battu que sept ans plus tard, le 3 septembre 1972 en finale des Jeux olympiques de Munich, par le Finlandais Lasse Virén qui, après avoir chuté à mi-parcours, reprend seul la tête de la course au 7e kilomètre et remporte finalement le titre olympique en 27 min 38 s 4 après avoir couvert les derniers 800 m en 1 min 56 s 2. Virén améliore d'une seconde juste le record du monde de Ron Clarke. Le 13 juillet 1973, à Londres, le Britannique David Bedford retranche près de huit secondes au record mondial du Finlandais en parcourant la distance en 27 min 30 s 8.
Le Kényan Samson Kimobwa devient le nouveau détenteur du record du monde, le 30 juin 1977 à Helsinki, en 27 min 30 s 5, améliorant de 3/10e le temps de David Bedford, et de quarante secondes sa meilleure performance personnelle. Le record du monde est amélioré un an plus tard, de près de huit secondes, par son compatriote Henry Rono, par ailleurs détenteur du record du monde du 5 000 m et du 3 000 m steeple, qui établit le temps de 27 min 22 s 4 le 11 juin 1978, à Vienne en Autriche.
Le 2 juillet 1984, à Stockholm, le Portugais Fernando Mamede s'approprie le record du monde du 10 000 m en améliorant de près de neuf secondes le temps d'Henry Rono établi en 1978, en 27 min 13 s 81, première performance homologuée au chronométrage électronique. Le 18 août 1989, à Berlin, le Mexicain Arturo Barrios porte le record du monde à 27 min 8 s 23 après être passé en 13 min 32 s 39 à la mi-course. 

### Barrière des vingt-sept minutes

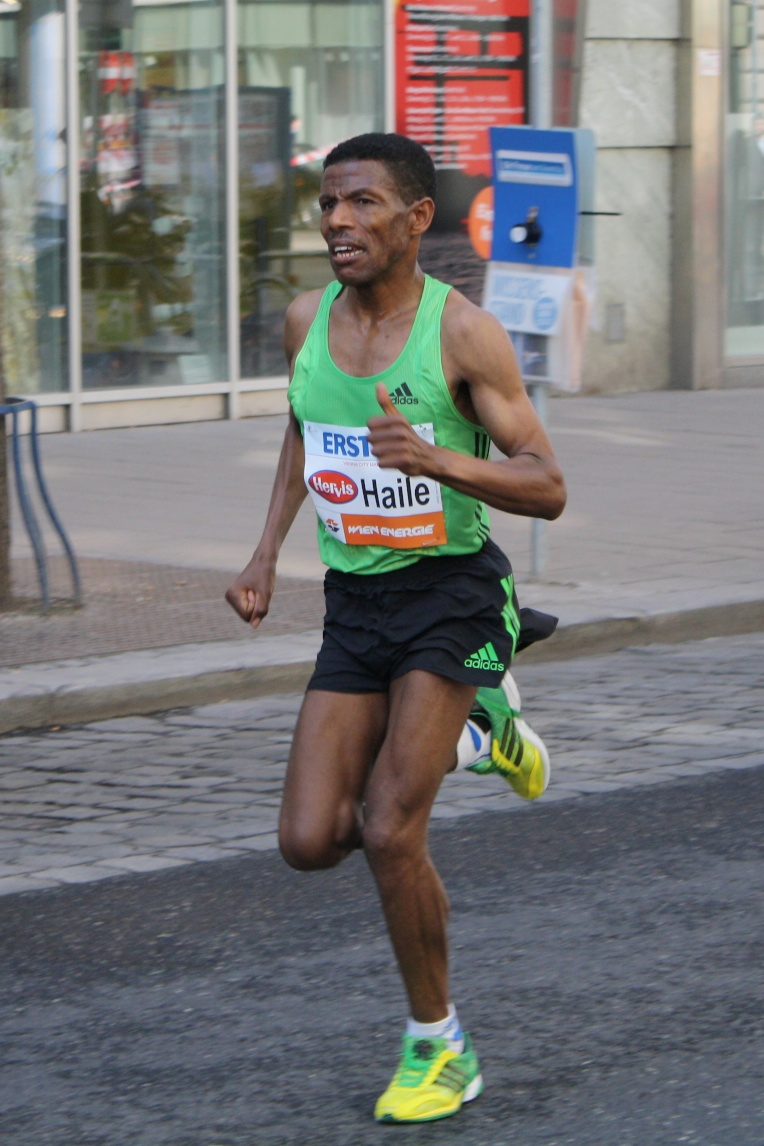
Haile Gebrselassie établit trois records du monde du 10000 m de 1995 à 1998.

Le 5 juillet 1993, le Kényan Richard Chelimo bat de 32/100e de seconde le record du monde du Mexicain en établissant le temps de 27 min 7 s 91 à Stockholm. Cinq jours plus tard, le 10 juillet 1993 à Oslo, son compatriote Yobes Ondieki, champion du monde du 5 000 m en 1991 à Tokyo, devient le premier athlète à couvrir un 10 000 m en moins de vingt-sept minutes. Après être passé en 13 min 28 s 05 aux 5 000 m, il franchit la ligne d'arrivée en 26 min 58 s 38 et améliore de 9 s 53 le record du monde de Chelimo. Le 22 juillet 1994, aux Bislett Games d'Oslo, l'autre kényan William Sigei retranche près de six secondes au record du monde d'Ondieki en le portant à 26 min 52 s 23.
L'Éthiopien Haile Gebrselassie, déjà détenteur du record du monde du 5 000 m, s'approprie celui du 10 000 m, le 5 juin 1995 à Hengelo aux Pays-Bas, en s'imposant lors du meeting des FBK-Games en 26 min 43 s 53, améliorant de près de neuf secondes l'ancienne meilleure marque mondiale de William Sigei. Dépossédé de son record mondial le 23 août 1996 à Bruxelles par le Marocain Salah Hissou, qui réalise 26 min 38 s 08 dans une course où deux autres athlètes descendent sous les 27 minutes, Haile Gebrselassie reprend son bien le 4 août 1997 à Oslo en améliorant de près de sept secondes le record du Marocain en 26 min 31 s 32. Moins d'un mois plus tard, à Bruxelles, le Kényan Paul Tergat bat de près de quatre secondes le record mondial en parcourant la distance en 26 min 27 s 85, mais Haile Gebrselassie établit le troisième record du monde de sa carrière, le 1er juin 1998, une nouvelle fois à Hengelo, en améliorant de près de cinq seconde le temps de Tergat en 26 min 22 s 75.
Le record du monde d'Haile Gebrselassie est battu le 8 juin 2004 lors du Golden Spike d'Ostrava par son compatriote Kenenisa Bekele qui s'impose dans le temps de 26 min 20 s 31. Le 26 août 2005, lors du Memorial Van Damme de Bruxelles, Bekele améliore de près de trois secondes sa meilleure marque en établissant un temps de 26 min 17 s 53.
Ce record tiendra pendant près de 15 ans, jusqu'à ce que l'Ougandais Joshua Cheptegei le batte de plus de 6 secondes avec le temps de 26 min 11 s 00, le 7 octobre 2020 à Valence en Espagne lors d'un meeting spécifiquement organisé en vue de ce record.

### Progression du record du monde
37 records du monde masculins ont été homologués par l'IAAF.
| Chronométrage manuel       |                    |                    |                     |
| 30 min 58 s 8              | Jean Bouin         | 16 novembre 1911   | Colombes            |
| 30 min 40 s 2              | Paavo Nurmi        | 22 juin 1921       | Stockholm           |
| 30 min 35 s 4              | Ville Ritola       | 25 mai 1924        | Helsinki            |
| 30 min 23 s 2              | Ville Ritola       | 6 juillet 1924     | Paris               |
| 30 min 06 s 2              | Paavo Nurmi        | 31 août 1924       | Kuopio              |
| 30 min 05 s 6              | Ilmari Salminen    | 18 juillet 1937    | Kouvola             |
| 30 min 02 s 0              | Taisto Mäki        | 29 septembre 1938  | Tampere             |
| 29 min 52 s 6              | Taisto Mäki        | 17 septembre 1939  | Helsinki            |
| 29 min 35 s 4              | Viljo Heino        | 25 août 1944       | Helsinki            |
| 29 min 28 s 2              | Emil Zátopek       | 11 juin 1949       | Ostrava             |
| 29 min 27 s 2              | Viljo Heino        | 1er septembre 1949 | Kouvola             |
| 29 min 21 s 2              | Emil Zátopek       | 22 octobre 1949    | Ostrava             |
| 29 min 02 s 6              | Emil Zátopek       | 4 août 1950        | Turku               |
| 29 min 01 s 6              | Emil Zátopek       | 1er novembre 1953  | Stara Boleslav      |
| 28 min 54 s 2              | Emil Zátopek       | 1er juin 1954      | Watermael-Boitsfort |
| 28 min 42 s 8              | Sándor Iharos      | 15 juin 1956       | Budapest            |
| 28 min 30 s 4              | Vladimir Kuts      | 11 septembre 1956  | Moscou              |
| 28 min 18 s 8              | Pyotr Bolotnikov   | 15 octobre 1960    | Kiev                |
| 28 min 18 s 2              | Pyotr Bolotnikov   | 11 août 1962       | Moscou              |
| 28 min 15 s 6              | Ron Clarke         | 18 décembre 1963   | Melbourne           |
| 27 min 39 s 4              | Ron Clarke         | 14 juillet 1965    | Oslo                |
| 27 min 38 s 4              | Lasse Virén        | 3 septembre 1972   | Munich              |
| 27 min 30 s 8              | David Bedford      | 13 juillet 1973    | Londres             |
| 27 min 30 s 5              | Samson Kimobwa     | 30 juin 1977       | Helsinki            |
| 27 min 22 s 4              | Henry Rono         | 11 juin 1978       | Vienne              |
| Chronométrage électronique |                    |                    |                     |
| 27 min 13 s 81             | Fernando Mamede    | 2 juillet 1984     | Stockholm           |
| 27 min 08 s 23             | Arturo Barrios     | 18 août 1989       | Berlin              |
| 27 min 07 s 91             | Richard Chelimo    | 5 juillet 1993     | Stockholm           |
| 26 min 58 s 38             | Yobes Ondieki      | 10 juillet 1993    | Oslo                |
| 26 min 52 s 23             | William Sigei      | 22 juillet 1994    | Oslo                |
| 26 min 43 s 53             | Haile Gebrselassie | 5 juin 1995        | Hengelo             |
| 26 min 38 s 08             | Salah Hissou       | 23 août 1996       | Bruxelles           |
| 26 min 31 s 32             | Haile Gebrselassie | 4 août 1997        | Oslo                |
| 26 min 27 s 85             | Paul Tergat        | 22 août 1997       | Bruxelles           |
| 26 min 22 s 75             | Haile Gebrselassie | 1er juin 1998      | Hengelo             |
| 26 min 20 s 31             | Kenenisa Bekele    | 8 juin 2004        | Ostrava             |
| 26 min 17 s 53             | Kenenisa Bekele    | 26 août 2005       | Bruxelles           |
| 26 min 11 s 00             | Joshua Cheptegei   | 7 octobre 2020     | Valence             |

## Record du monde féminin

### Historique

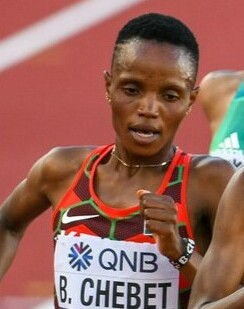
Beatrice Chebet, actuelle détentrice du record du monde du 10000 m.

Le premier record du monde du 10 000 m féminin homologué par l'IAAF est celui de la Russe Yelena Sipatova qui, sous les couleurs de l'URSS, établit le temps de 32 min 17 s 20 le 19 septembre 1981 à Moscou. Le record est porté à 31 min 35 s 3 le 16 juillet 1982 à Eugene par l'Américaine Mary Decker, à 31 min 35 s 01 le 29 mai 1983 à Krasnodar par la Soviétique Lyudmila Bragina, à 31 min 27 s 58 le 7 septembre 1983 à Odessa par sa compatriote Raisa Sadreydinova, puis à 31 min 13 s 78 le 24 juin 1984 par l'autre soviétique Olga Bondarenko.
Le 27 juillet 1985, lors des Bislett Games d'Oslo, la Norvégienne Ingrid Kristiansen devient la première athlète féminine à descendre sous les 31 minutes en couvrant la distance en 30 min 59 s 42, améliorant de près de quatorze secondes le record du monde d'Olga Bondarenko. Le 5 juillet 1986, toujours au Stade du Bislett, Kristiansen améliore de près de quarante-six secondes son propre record du monde en le portant à 30 min 13 s 74.
Le 8 septembre 1993, à Pékin lors des Jeux nationaux de Chine, la Chinoise Wang Junxia devient la première athlète à parcourir un 10 000 m en moins de trente minutes en établissant le temps de 29 min 31 s 78, retranchant près de 42 secondes au record du monde d'Ingrid Kristiansen. Seules quelques athlètes ont pu descendre sous la barre des 30 minutes, les Éthiopiennes Meseret Defar, Tirunesh Dibaba et Meselech Melkamu, ou la Turque Elvan Abeylegesse.
Le 12 août 2016, en finale des Jeux olympiques, à Rio de Janeiro, l'Éthiopienne Almaz Ayana améliore le record du monde de Wang Junxia de plus de 14 secondes en terminant le 10 000 m en 29 min 17 s 45, sous un temps pluvieux et en matinée.
En juin 2021, le record du monde féminin de la distance tombe deux fois en l'espace de deux jours, à chaque fois sur la piste du Fanny Blankers-Koen Stadion, à Hengelo aux Pays-Bas. Le 6 juin, c'est d'abord la Néerlandaise Sifan Hassan, championne du monde du 10 000 m en 2019 à Doha, qui améliore de plus de 10 secondes la marque d'Almaz Ayana pour la porter à 29 min 06 s 82. Deux jours plus tard, c'est sa dauphine de 2019, l'Ethiopienne Letesenbet Gidey, qui bat à nouveau le record du monde en réalisant 29 min 01 s 03 lors des sélections olympiques de son pays délocalisées aux Pays-Bas.
Le 25 mai 2024 au cours de la Prefontaine Classic à Eugene, la Kényane Beatrice Chebet améliore de près de 7 secondes le record du monde de Letesenbet Gidey en réalisant le temps de 28 min 54 s 14. Elle devient la première athlète à descendre sous les 29 minutes sur cette distance.

### Progression
11 records du monde féminins ont été homologués par World Athletics.
| Temps           | Athlète            | Date              | Lieu           |
| --------------- | ------------------ | ----------------- | -------------- |
| 32 min 17 s 203 | Yelena Sipatova    | 19 septembre 1981 | Moscou         |
| 31 min 35 s 3   | Mary Decker-Slaney | 16 juillet 1982   | Eugene         |
| 31 min 35 s 01  | Lyudmila Bragina   | 29 mai 1983       | Krasnodar      |
| 31 min 27 s 58  | Raisa Sadreydinova | 7 septembre 1983  | Odessa         |
| 31 min 13 s 78  | Olga Bondarenko    | 24 juin 1984      | Kiev           |
| 30 min 59 s 42  | Ingrid Kristiansen | 27 juillet 1985   | Oslo           |
| 30 min 13 s 74  | Ingrid Kristiansen | 5 juillet 1986    | Oslo           |
| 29 min 31 s 78  | Wang Junxia        | 8 septembre 1993  | Pékin          |
| 29 min 17 s 45  | Almaz Ayana        | 12 août 2016      | Rio de Janeiro |
| 29 min 06 s 82  | Sifan Hassan       | 6 juin 2021       | Hengelo        |
| 29 min 1 s 03   | Letesenbet Gidey   | 8 juin 2021       | Hengelo        |
| 28 min 54 s 14  | Beatrice Chebet    | 25 mai 2024       | Eugene         |

## Autres catégories d'âge
Les records du monde juniors du 10 000 m sont actuellement détenus par le Kényan Samuel Wanjiru, auteur de 26 min 41 s 75 le 26 août 2005 à Bruxelles lors du Memorial Van Damme, et par sa compatriote Linet Masai, créditée de 30 min 26 s 50 le 15 août 2008 lors des Jeux olympiques de Pékin. 
| Record                        | Athlète        | Temps          | Date         | Lieu      |
| ----------------------------- | -------------- | -------------- | ------------ | --------- |
| Record du monde junior hommes | Samuel Wanjiru | 26 min 41 s 75 | 26 août 2005 | Bruxelles |
| Record du monde junior femmes | Linet Masai    | 30 min 26 s 50 | 15 août 2008 | Pékin     |

## 10 kilomètres sur route
Les records du monde du 10 kilomètres, épreuve disputée sur route, sont actuellement détenus par le Kényan Rhonex Kipruto auteur de 26 min 24 s le 12 janvier 2020 lors du 10 Km de Valence, et par la Bahreïnienne Kalkidan Gezahegne, créditée de 29 min 38 s le 3 octobre 2021 lors du Giants Geneva 10km.
| Record                   | Athlète             | Temps       | Date            | Lieu    |
| ------------------------ | ------------------- | ----------- | --------------- | ------- |
| Record du monde masculin | Rhonex Kipruto      | 26 min 24 s | 12 janvier 2020 | Valence |
| Record du monde féminin  | Agnes Jebet Ngetich | 28 min 46s  | 14 janvier 2024 | Valence |